# 地球の家族の日
地球の家族の日（ちきゅうのかぞくのひ 英:Global Family Day）は、国際連合ミレニアム祝典「平和の一日」から生まれた国際デーである。世界の平和と協調を意識する日としてアメリカで毎年1月1日に祝われている。

## 歴史
もともとリンダ・グローヴァーによって米国でサポートされていた。
1996年に子供向けの本One Day In Peace、2000年1月1日にユートピア小説Steve DiamondとRobert Alan Silversteinが22か国語に翻訳された。 